# Негдје на крају
„Негдје на крају” је југословенски ТВ филм из 1968. године. Режирао га је Даниел Марушић а сценарио је написао Бранислав Глумац

## Улоге
| Глумац            | Улога |
| ----------------- | ----- |
| Вања Драх         |       |
| Ана Карић         |       |
| Емил Кутијаро     |       |
| Јован Личина      |       |
| Андро Лушичић     |       |
| Фабијан Шоваговић |       |